# Crackers (album)
Pour les articles homonymes, voir Cracker.
Albums de Slade
Rogues Gallery
(1985) You Boyz Make Big Noize
(1987)
Crackers est le treizième album studio du groupe britannique de rock Slade. Il est sorti en 1985 sur le label Telstar Records.
Conçu pour être joué pendant les fêtes de Noël, il se compose de reprises de chants de Noël et d'anciens succès de Slade. Il a été réédité à plusieurs reprises depuis sa sortie avec des titres comme Slade's Crazee Christmas ou The Rockin' Party Album!

## Fiche technique

### Chansons
| 1. | Let's Dance                     | Jim Lee                               | 2:36 |
| 2. | Santa Claus Is Coming to Town   | John Frederick Coots, Haven Gillespie | 2:39 |
| 3. | Hi Ho Silver Lining (en)        | Scott English (en), Larry Weiss (en)  | 3:24 |
| 4. | We'll Bring the House Down (en) | Noddy Holder, Jim Lea                 | 3:34 |
| 5. | Cum On Feel the Noize           | Noddy Holder, Jim Lea                 | 2:57 |
| 6. | All Join Hands (en)             | Noddy Holder, Jim Lea                 | 4:16 |
| 7. | Okey Cokey (en)                 | Jimmy Kennedy                         | 3:25 |
| 8. | Merry Xmas Everybody            | Noddy Holder, Jim Lea                 | 3:57 |

| 9.  | Do You Believe in Miracles (en)              | Noddy Holder, Jim Lea                                | 4:12 |
| 10. | Let's Have a Party                           | Cliff Friend, Joe Haynes, Phil Baxter                | 1:47 |
| 11. | Get Down and Get with It (en)                | Bobby Marchan (en)                                   | 3:28 |
| 12. | My Oh My (en)                                | Noddy Holder, Jim Lea                                | 4:10 |
| 13. | Run Runaway (en)                             | Noddy Holder, Jim Lea                                | 3:43 |
| 14. | Here's To... (The New Year)                  | Noddy Holder, Jim Lea                                | 3:10 |
| 15. | Do They Know It's Christmas (Feed The World) | Bob Geldof, Midge Ure                                | 3:38 |
| 16. | Auld Lang Syne / You'll Never Walk Alone     | traditionnel / Richard Rodgers, Oscar Hammerstein II | 3:28 |

### Musiciens
- Noddy Holder : chant, guitare rythmique
- Dave Hill : guitare solo, chœurs
- Jim Lea : basse, claviers, chœurs
- Don Powell : batterie

### Équipe de production
- Jim Lea : production
- John Punter : production sur All Join Hands, Do You Belive in Miracle, My Oh My et Run Runaway
- Dave Garland : ingénieur du son

### Classements et certifications
| Classement                    | Meilleure position |
| ----------------------------- | ------------------ |
| Royaume-Uni (UK Albums Chart) | 34                 |